# Valeriano Orobón
Valeriano Orobón Fernánez (La Cistérniga, Valladolid, 14 de abril de 1901 - Madrid, 28 de junio de 1936) fue un traductor y teórico del anarcosindicalismo español y creador de la letra en castellano de la canción A las barricadas.
Valerio Orobón Fernández fue activo en el movimiento obrero español desde muy temprana edad. Hombre intelectual y con facilidad para los idiomas, tradujo la biografía de Max Nettlau realizada por Rudolf Rocker.
Residió en París (Francia), desde donde fue expulsado al ser acusado de intervenir en la conspiración de Vera de Bidasoa  para provocar una insurrección contra la dictadura de Primo de Rivera. Se trasladó a Alemania y a Viena, en donde se hizo cargo de la secretaría de la AIT.
Entre sus contribuciones teóricas resalta su empeño en lograr una alianza obrera revolucionaria para cerrar el paso al creciente fascismo y preparar el camino hacia la revolución. Tras esta, Orobón consideraba que los sindicatos eran el medio para organizar la sociedad de forma descentralizada tanto política como económicamente, llegando a afirmar que el anarcosindicalismo era la fuerza revolucionaria más importante en España. Manifestó su rechazo a las propuestas comunistas de Estado y puso énfasis en que sus partidarios no pudieran tener influencia en la CNT.
Puso letra en castellano a la Warschawjanka, más conocida como A las barricadas, el himno de la CNT y canción popular del movimiento anarquista.
Las autoridades derechistas del segunda bienio republicano ordenaron su detención en marzo de 1934, debido al temor que les inspiraba su actitud revolucionaria. El encarcelamiento que sufrió acentuó el deterioro de su salud, y pocos meses después de su puesta en libertad fallecía en Madrid, en el barrio de El Plantío, en 1936 (semanas antes del comienzo de la Guerra Civil).